# Richard Powers
Richard Powers (Evanston, 1957. június 18. –) amerikai regényíró, akinek művei a modern tudomány és technológia hatásait vizsgálják. The Echo Maker című regénye 2006-ban elnyerte a Nemzeti Szépirodalmi Könyvdíjat (National Book Award for Fiction). Pályafutása során számos más díjat is kapott, többek között MacArthur-ösztöndíjat. Powers 2023-ig tizenhárom regényt publikált, és tanított az Illinois-i Egyetemen és a Stanford Egyetemen. A The Overstory című regényéért 2019-ben elnyerte a Pulitzer-díjat szépirodalmi kategóriában.

## Élete és munkássága

### Fiatalkora
Öt gyermek közül az Illinois állambeli Evanstonban született. Családja később néhány mérfölddel nyugatabbra, Lincolnwoodba költözött, ahol apja a helyi iskola igazgatója volt. Amikor Powers 11 éves volt, a thaiföldi Bangkokba költöztek, ahol apja elfogadta a Bangkoki Nemzetközi Iskolában betöltött állását, ahová Powers 1972-ig, elsőéves koráig járt. Ez alatt az idő alatt az Egyesült Államokon kívül fejlesztette ének-zenei készségeit, és jártasságot szerzett a cselló, a gitár, a szaxofon és a klarinét játékában. Emellett lelkes olvasóvá vált, elsősorban a tényirodalmat és az olyan klasszikusokat szerette, mint az Iliasz és az Odüsszeia.
A család 16 éves korában tért vissza az Egyesült Államokba. Miután 1975-ben leérettségizett az Illinois állambeli DeKalb középiskolában, az illinoisi Urbana-Champaign-i Egyetemre (UIUC) iratkozott be fizika szakra, amelyet az első szemeszterben angol irodalomra cserélt. 1978-ban BA diplomát, 1980-ban pedig MA diplomát szerzett irodalomból. Részben a szigorú szakosodással szembeni ellenszenve miatt döntött úgy, hogy nem folytatja a PhD-képzést, ami az egyik oka volt annak, hogy a fizikáról az angolra váltott, részben pedig azért, mert a végzős hallgatókban és professzoraikban megfigyelte az olvasás és az írás örömének hiányát (ahogyan azt a Galatea 2.2. című könyvében bemutatja).

### Professzori címek és díjak
2010-ben és 2013-ban Powers a Stanford Egyetem Stein vendégszerzője volt, ez idő alatt részben Aaron Straight biokémikus laboratóriumában segédkezett.
Powers 1989-ben MacArthur-ösztöndíjas lett. 1999-ben Lannan irodalmi díjat kapott.
Powers-t 1996-ban nevezték ki az UIUC Swanlund angol professzorává, ahol jelenleg emeritus professzor.
2013. augusztus 22-én a Stanford Egyetem bejelentette, hogy Powers-t az angol tanszék Phil és Penny Knight kreatív írás professzorává nevezték ki.

### Regények
Powers Illinois-ban tanult számítógépes programozást PLATO felhasználóként, majd Bostonba költözött, hogy programozóként dolgozzon. 1980-ban egy szombaton Powers a bostoni Museum of Fine Artsban meglátta August Sander 1914-es „Fiatal farmerek” című fényképét, és annyira megihlette, hogy két nappal később felmondott, hogy regényt írjon a képen szereplő emberekről. Powers a következő két évet a Three Farmers on Their Way to a Dance című könyv megírásával töltötte, amely 1985-ben jelent meg a William Morrow kiadónál. Három, egymást váltó szálból áll: egy novellából, amelyben a fotón szereplő három fiatalember az első világháború idején szerepel, egy technológiai magazin szerkesztőjéről, aki a fotó megszállottja, valamint a szerző kritikai és történelmi elmélkedéseiről a fotográfia mechanikájáról és Henry Ford életéről. A könyv a National Book Critics Circle Award döntőjébe jutott, és megkapta az Amerikai Művészeti és Irodalmi Akadémia és Intézet Rosenthal-díját, valamint a PEN Hemingway Awards különdíját.
Powers Hollandiába költözött, ahol megírta a Prisoner's Dilemma című könyvet a Walt Disney Company-ról és a nukleáris háborúról.
Ezt követte a The Gold Bug Variations (Az aranybogár-variációk) a genetikáról, a zenéről és a számítástechnikáról. A könyv a National Book Critics Circle Award döntőjébe jutott.
1993-ban írta az Operation Wandering Soul című művét egy gyötrődő fiatal gyermekorvosról. Ez is a National Book Award döntőjébe jutott.
1995-ben kiadta a Galatea 2.2 című Pygmalion-történetet egy félresikerült mesterséges intelligencia kísérletről, amely a National Book Critics Circle Award döntőse volt.
1998-ban Powers megírta a Gain című könyvet egy 150 éves vegyipari vállalatról és egy nőről, aki az egyik üzem közelében lakik, és petefészekráknak esik áldozatául. A regény 1999-ben elnyerte a legjobb történelmi regénynek járó James Fenimore Cooper-díjat.
A 2000-ben megjelent Plowing the Dark egy seattle-i kutatócsoportról szól, amely egy úttörő virtuális valóságot épít, miközben egy amerikai tanárt túszul ejtettek Bejrútban. Az Amerikai Művészeti és Irodalmi Akadémia és Intézet Harold D. Vursell-emlékdíját kapta.
Powers 2003-ban írta a The Time of Our Singing című regényét. Egy vegyes bőrszínű pár zenész gyermekeiről szól, akik Marian Anderson híres 1939-es koncertjén találkoztak a Lincoln-emlékmű lépcsőjén.
Kilencedik regénye, a 2006-os The Echo Maker egy nebraskai férfiról szól, aki egy kamionbalesetben fejsérülést szenved, és azt hiszi, hogy ápoló nővére egy szélhámos. A regény elnyerte a Nemzeti Könyvdíjat, és Pulitzer Prize for Fiction döntős volt.
A 2009-es Generosity: An Enhancement című, tizedik regényében Russell Stone íróprofesszor találkozik egykori diákjával, Thassával, egy algériai nővel, akinek állandó boldogságát újságírók és tudósok használják ki.
2014-ben Powers megírta az Orfeo-t Peter Elsről, egy nyugdíjas zeneszerzés-oktatóról és avantgárd zeneszerzőről, akit összetévesztenek egy bioterroristával, miután rögtönzött genetikai laboratóriumot találnak a házában.
A 2018 áprilisában megjelent The Overstory kilenc amerikairól szól, akiket a fákkal kapcsolatos egyedi élettapasztalataik összehoznak, hogy közösen foglalkozzanak az erdők pusztulásával. Elnyerte a 2019-es Pulitzer-díjat szépirodalmi művekért, jelölték a Booker-díjra és a 2019-es, 75 000 dolláros PEN/Jean Stein Book Awardra, valamint második helyezett volt a Daytoni Irodalmi Békedíjon..
A 2021 szeptemberében megjelenő Bewilderment a 2021-es Booker-díj rövidlistáján, valamint a National Book Award és az Andrew Carnegie Medal for Excellence in Fiction longlistáján szerepelt, és így jellemezték: „Richard Powers mélyen megindító és ragyogóan eredeti regényében egy asztrobiológus kreatív módon gondolkodik, hogy segítsen ritka és problémás fián”.

## Könyvei
- 1985 Three Farmers on Their Way to a Dance, HarperCollins ISBN 0-688-04201-5
- 1988 Prisoner's Dilemma, McGraw Hill ISBN 0-07-050612-4
- 1991 The Gold Bug Variations, William Morrow ISBN 0-688-09891-6
- 1993 Operation Wandering Soul, HarperCollins ISBN 0-688-11548-9
- 1995 Galatea 2.2, Farrar Straus & Giroux ISBN 0-374-19948-5
- 1998 Gain, Farrar Straus & Giroux ISBN 0-312-20409-4
- 2000 Plowing the Dark, Farrar, Straus & Giroux ISBN 0-374-23461-2
- 2003 The Time of Our Singing, Farrar, Straus & Giroux ISBN 0-374-27782-6
- 2006 The Echo Maker, Farrar, Straus & Giroux ISBN 0-374-14635-7
- 2009 Generosity: An Enhancement, Farrar, Straus & Giroux ISBN 0-374-16114-3
- 2014 Orfeo, W. W. Norton & Company ISBN 978-0-393-24082-5
- 2018 The Overstory, W. W. Norton & Company ISBN 978-0-393-63552-2
- 2021 Bewilderment, W. W. Norton & Company ISBN 978-0-393-88114-1
- 2024 Playground, W. W. Norton & Company ISBN 9781324086031

### Magyarul megjelent
- Orfeo (Milyen trükkel hiteti el a zene a testtel, hogy lélek rejtőzik benne?) – Kiskapu, Budapest, 2015 · ISBN 6158013536 · Fordította: Rézműves László
- Égig érő történet (The Overstory) – Park, Budapest, 2020 · ISBN 9789633555514 · Fordította: Barabás András
- Rémület (Bewilderment) – Park, Budapest, 2023 · ISBN 9789633558461 · Fordította: Barabás András

## Díjak és elismerések
- 1985 Rosenthal Award of American Academy and Institute of Arts and Letters
- 1985 PEN/Hemingway Special Citation
- 1989 MacArthur Fellowship
- 1991 Time Book of the Year
- 1993 Finalist, National Book Award
- 1996 Swanlund Professorship, University of Illinois(wd)
- 1998 Business Week(wd) Best Business Books of 1998
- 1998 Elected Fellow, American Academy of Arts and Sciences(wd)
- 1999 James Fenimore Cooper Prize, American Society of Historians
- 1999 Lannan Literary Award
- 2000 Vursell Award, American Academy and Institute of Arts and Letters
- 2000 Elected Fellow, Center for Advanced Study, University of Illinois
- 2001 Corrington Award for Literary Excellence, Centenary College
- 2001 Author of the Year, Illinois Association of Teachers of English
- 2003 Pushcart Prize
- 2003 Dos Passos Prize For Literature, Longwood University
- 2003 W. H. Smith Literary Award (Great Britain)
- 2004 Ambassador Book Award
- 2006 National Book Award for Fiction
- New York Times Notable Book, 2003, 2000, 1998, 1995, 1991
- Best Books of 2003: Chicago Tribune, Christian Science Monitor, St. Louis Post-Dispatch, Newsday, London Evening Standard, Time Out (London), San Jose Mercury News
- Finalist, National Book Critics Circle Award, 2003, 1995, 1991, 1985
- 2006 Finalist, Pulitzer Prize for Fiction
- 2010 Elected Member, American Academy of Arts and Letters(wd)
- 2014 Man Booker Prize (longlist)[30]
- 2014 California Book Awards Silver Medal Fiction winner for Orfeo[31]
- 2018 Man Booker Prize (shortlist)[32]
- 2019 Pulitzer Prize for Fiction
- 2019 PEN Oakland Josephine Miles Literary Award for The Overstory
- 2020 William Dean Howells Medal(wd) for The Overstory[33]
- 2021 Booker Prize (shortlist)[34]
- 2021 National Book Award (longlist)[35]
- 2024 Booker Prize (longlist)[36]

## Fordítás
- Ez a szócikk részben vagy egészben  a   Richard Powers című angol Wikipédia-szócikk fordításán alapul.  Az eredeti cikk szerkesztőit annak laptörténete sorolja fel. Ez a jelzés csupán a megfogalmazás eredetét és a szerzői jogokat jelzi, nem szolgál a cikkben szereplő információk forrásmegjelöléseként.